# Jasmin Pistotnik
Jasmin Christine Pistotnik (* 7. August 1992 in Wolfsberg) ist eine ehemalige österreichische Fußballspielerin und derzeitige Fußballtrainerin.

## Spielerin
Als 6-Jährige begann Pistotnik ihre aktive Fußballzeit beim SAK Klagenfurt. Sie spielte dort bis zu ihrem 15. Lebensjahr und wechselte anschließend zu ihrem ersten Frauenfußballverein, dem SVG Bleiburg. Weitere Stationen in ihrem Heimatland Kärnten waren der ASV St. Margarethen (1. Frauenbundesliga) und der SV Feldkirchen (2. Frauenbundesliga)
Im Jahr 2014 zog Pistotnik nach Graz und schloss sich dort den LUV Graz Damen an. In der Saison 2017/18 stieg der LUV GRAZ mit nur 5 Punkten aus der 1. Bundesliga ab. Nach dem Abstieg in die 2. Bundesliga führte Pistotnik ihr Team als Kapitänin bis zu ihrem Wechsel 2022 auf das Feld.

## Trainerin
Bereits während ihrer aktiven Laufbahn als Spielerin begann Pistotnik mit ihren Trainerausbildungen. 2015 absolvierte sie das D-Diplom und war als Co-Trainerin beim SV Thal tätig.
Seit 2016 ist Pistotnik Teil des Grazer AK. Nach bestandenem UEFA-C-Diplom im Jahr 2017 wurde Pistotnik Cheftrainerin in diversen Nachwuchs und Jugendteams des Grazer AK. 2020 schloss Pistotnik das UEFA-B-Diplom mit Erfolg („ausgezeichnet“) ab und machte auch im selben Jahr die ÖFB-Torwarttrainer-C-Lizenz.
Mit der Saison 2020/2021 begann eine neue Ära für den Grazer AK. Der eigene Mädchennachwuchs, dessen Projekt Pistotnik im Jahr 2019 ins Lebengrufen hatte, wurde zum GAK 1902 Frauenteam.
In der Saison 2021/2022 konnte der Meistertitel in der steirischen Frauen Oberliga eingefahren und damit der Aufstieg in die Landesliga fixiert werden.
Im Juni 2023 schloss Pistotnik gemeinsam mit Martin Stranzl und Emanuel Pogatetz die UEFA-A-Diplom-Ausbildung ab.
In der Saison 2022/2023 konnte nach Aufstieg in die steirische Landesliga erneut der Meistertitel eingefahren werden. Ebenso gewann man den Steirercup. Das darauffolgenden Relegationsspiel um den Aufstieg in die 2. Bundesliga, entschieden die LASK Frauen mit 1:0 für sich.
In der Saison 2023/2024 konnte erneut der Meistertitel ohne einer Niederlage und mit einem Torverhältnis von 116:3 und der Steirercup eingefahren werden. Die darauffolgenden Relegationsspiele gegen Kärnten und Oberösterreich entschied der Grazer AK für sich und stieg mit neuer Saison in die 2. Bundesliga auf.